# فيلهلم بونغيرت
فيلهلم بونغيرت (بالألمانية: Wilhelm Bungert) مواليد 1 أبريل 1939 في مانهايم، ألمانيا الغربية، هو لاعب كرة مضرب ألماني سابق بدأ مسيرته كمحترف سنة 1957 وكان يلعب باليد اليمنى، اعتزل اللعب في 1972. أعلى تصنيف له في الفردي كان المركز الـ 4 في سنة 1964.

## النهائيات

### الفردي (الوصافة 1)
| الحصيلة | السنة | البطولة  | الأرضية | المنافس في النهائي | النتيجة في النهائي |
| ------- | ----- | -------- | ------- | ------------------ | ------------------ |
| الوصافة | 1967  | ويمبلدون | عشبية   | جون نيوكومب        | 2–6, 1–6, 1–6      |

### الزوجي (1 الوصافة)
| الحصيلة | السنة | البطولة          | الأرضية | الشريك         | المنافس في النهائي    | النتيجة في النهائي |
| ------- | ----- | ---------------- | ------- | -------------- | --------------------- | ------------------ |
| الوصافة | 1962  | البطولة الفرنسية | ترابية  | كريستيان كاهنك | روي إيمرسون نيل فريزر | 3–6, 4–6, 5–7      |

## روابط خارجية
- فيلهلم بونغيرت على موقع مونزينجر (الألمانية)

- فيلهلم بونغيرت على موقع رابطة محترفي التنس (الإنجليزية)
- فيلهلم بونغيرت على موقع الاتحاد الدولي لكرة المضرب (الإنجليزية)
- فيلهلم بونغيرت على موقع كأس ديفيز (الإنجليزية)
- فيلهلم بونغيرت على موقع خلاصة التنس.كوم (الإنجليزية)